# Ormuz (wyspa)
Ormuz – wyspa w Iranie, w ostanie Hormozgan, w cieśninie Ormuz.
Wyspa ma powierzchnię 33 km². Wydobywa się tam sól kamienną i rudy żelaza.